# Toyota Motor East Japan
Toyota Motor East Japan, Inc. (engl. für die japanische トヨタ自動車東日本 Toyota jidōsha Higashi-Nihon kabushiki-gaisha, wörtlich „Toyota Automobile Ostjapan Aktiengesellschaft“) ist ein zu Toyota gehörendes Produktionsunternehmen mit Sitz in Ōhira. Es entstand im Juli 2012 aus den Unternehmen Kanto Auto Works (engl. für 関東自動車工業 Kantō jidōsha kōgyō), Central Motor (engl. für Kantō jidōsha) und Toyota Motor Tohoku (engl. für Toyoto jidōsha Tōhoku).

## Geschichte

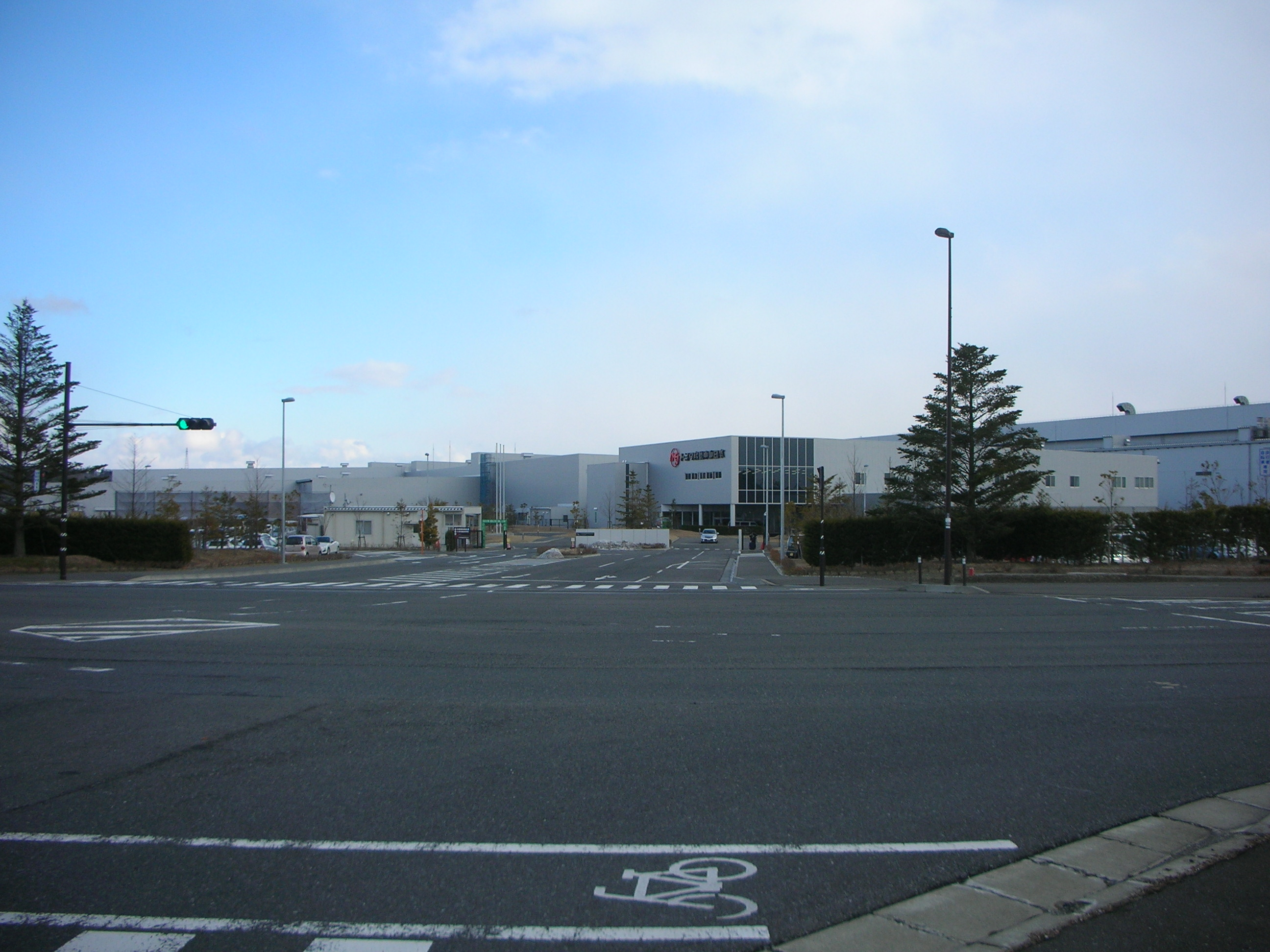
Geschäftssitz von Toyota Motor East Japan

Kantō jidōsha kōgyō war im April 1946 als Kantō denki jidōsha seizō KK (関東電気自動車製造株式会社, engl. Kanto Electric Motor Works, Ltd.) gegründet worden. Im Mai 1950 wurde das Unternehmen in Kanto Auto Works, Ltd. umbenannt. Erst im Januar 2012 wurde KAW eine 100%ige Tochtergesellschaft von Toyota.
Central Motor Co., Ltd. wurde im September 1950 gegründet. Bis April 2007 wurden in verschiedenen Werken 3 Millionen Fahrzeuge hergestellt. Im Juli 2008 wurde Central Motor eine 100%ige Tochtergesellschaft der Toyota Motor Corporation.
Der Teilehersteller Toyota Motor Tohoku Corporation war erst im Juli 1997 gegründet worden.